# Kornel-familien
Kornel-familien (Cornaceae) er en lille familie, som findes spredt på alle kontinenter, bortset fra Antarktis. De fleste arter er løvfældende træer eller buske med hele, modsatte eller spredtstillede blade. Canadisk Hønsebær er dog en stedsegrøn, urteagtig plante. I slægten Alangium findes også lianer. Blomsterne hos familiens arter varierer meget. De er dog som regel små, og de sidder i endestillede stande, der ofte er støttet af farvede højblade. Frugterne er som regel stenfrugter, der ofte danner bæragtige samlefrugter.
Med offentliggørelsen af APG III systemet i 2009 er slægterne fra den tidligere "Tupelotræ-familie" overført hertil.
| Slægter |

- Alangium
- Camptotheca
- Kornel (Cornus)
- Duetræ-slægten (Davidia)
- Diplopanax
- Mastixia
- Tupelotræ (Nyssa)

## Links
- Cornaceae på Curlie (som bygger videre på Open Directory Project)